# FFH-Gebiet Leckfeld
Das FFH-Gebiet Leckfeld ist ein NATURA 2000-Schutzgebiet in Schleswig-Holstein im Kreis Nordfriesland im Norden der Gemeinde Leck. Es ist Teil der Lecker Geest und liegt im Naturraum Schleswig-Holsteinische Geest. Das FFH-Gebiet befindet sich in der Nordhälfte des ehemaligen Fliegerhorstes Leck. 1939 wurde dieser von der Luftwaffe der Wehrmacht in Betrieb genommen. Nach dem Zweiten Weltkrieg wurde er von der britischen Besatzungsmacht nicht mehr als Flugplatz genutzt. Mit der Gründung der Bundeswehr wurde das Gelände ab 1959 wieder als Militärflugplatz für die Bundesluftwaffe ausgebaut. Am 26. August 1992 endete der militärische Flugbetrieb und Ende 2012 die militärische Nutzung des Geländes.

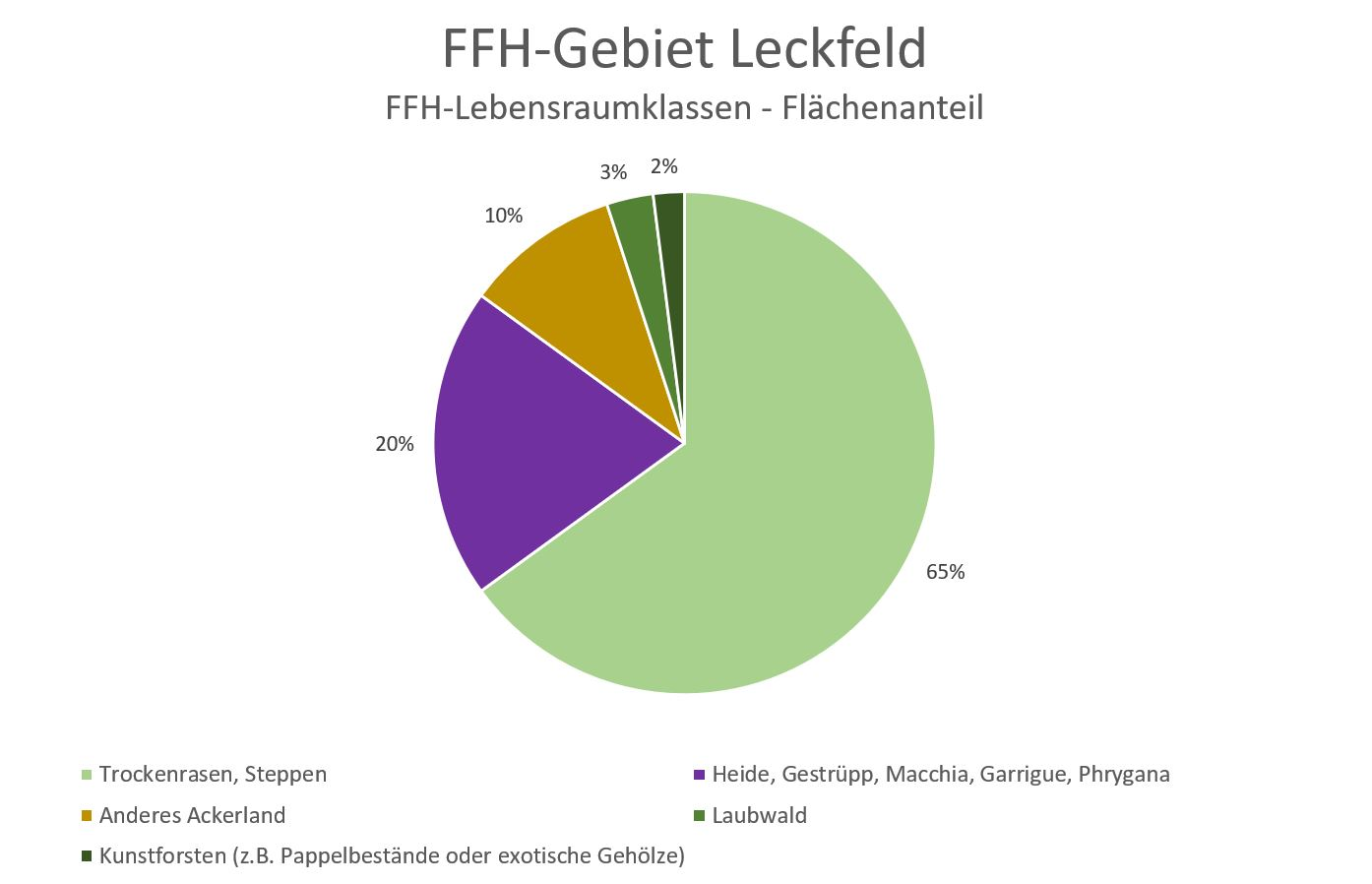
Diagramm 1: FFH-Lebensraumklasse

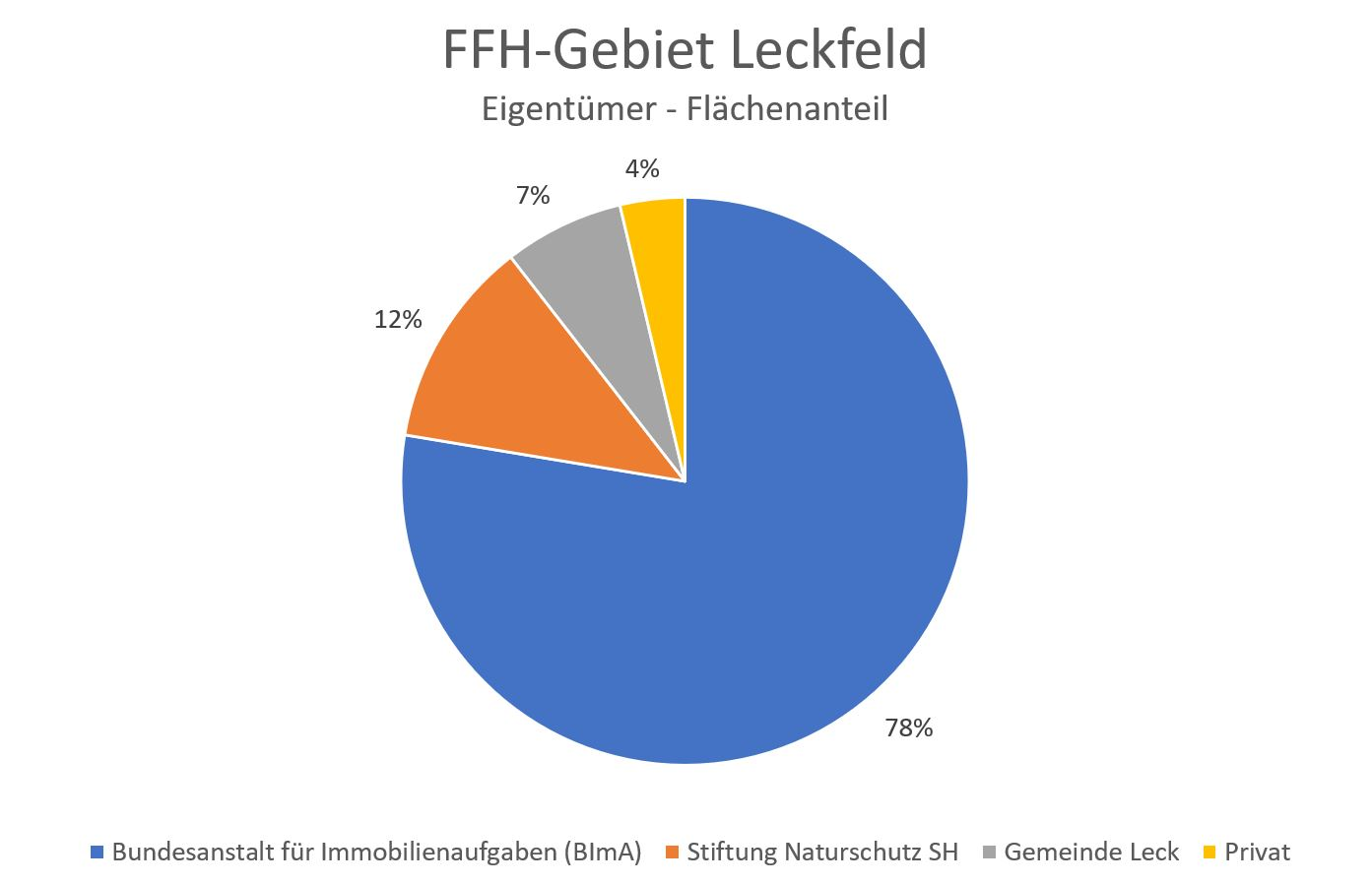
Diagramm 2: Eigentümer

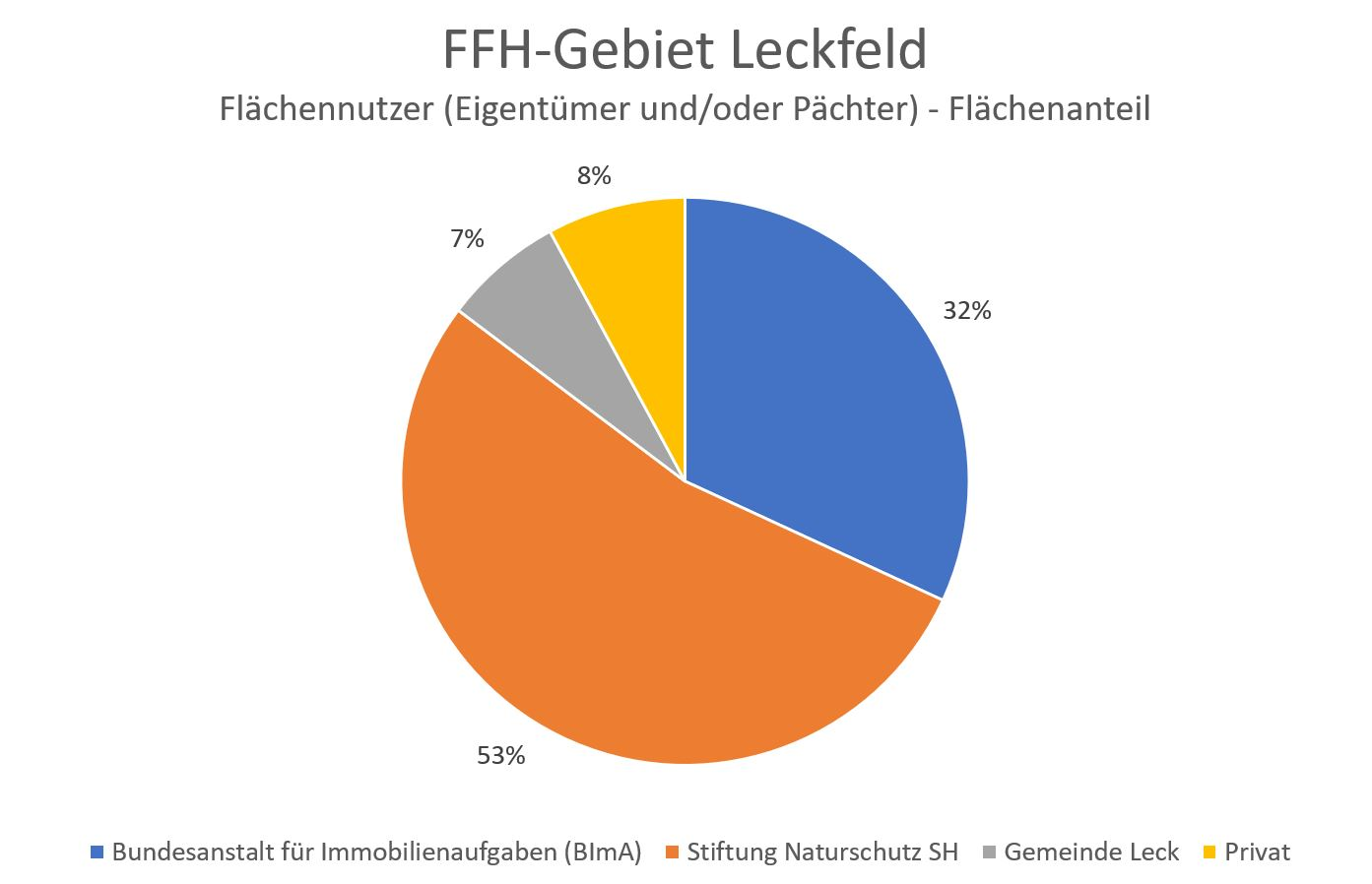
Diagramm 3: Nutzer

Die Südgrenze des FFH-Gebietes stellt der Nordrand der noch vorhandenen Start- und Landebahn dar. Der Ostrand ist der Ketelsburger Weg. Die Nordgrenze ist der Ortsteil Leckfeld-Nord und die Westgrenze der Kosmeygraben sowie die Grenze zur Gemeinde Tinningstedt. Es hat eine Fläche von 111 ha. Die größte Ausdehnung liegt in Ostwestrichtung und beträgt 1,64 km. Die höchste Erhebung mit 10 m über NN liegt im Nordwesten am Heideweg, der tiefste Punkt mit 5 m über NN an der Südspitze. Das FFH-Gebiet wird durch die ehemalige Rollbahn mit ihren Flugzeugstellplätzen in zwei Teile geteilt.
Die überwiegende FFH-Lebensraumklasse des FFH-Gebietes ist der Trockenrasen, gefolgt von Einfünftel Heide und Gestrüpp, sowie Einzehntel Ackerland, siehe auch Diagramm 1. Im Zentrum befinden sich einige kleinere Laub- und Nadelwaldflächen. Während der langen Zeit als Militärstützpunkt ist die Fläche nicht gedüngt worden. Damit hat sich die Fläche zu einem landesweit bedeutenden Magerlebensraum mit entsprechenden Pflanzenarten entwickeln können.
Gut Dreiviertel des FFH-Gebietes befindet sich im Eigentum der Bundesanstalt für Immobilienaufgaben (BImA), siehe auch Diagramm 2. Ein schmaler Streifen mesophilen Grünlandes am Nordrand der Start- und Landebahn ist an einen Landwirt verpachtet, der die Fläche als Grünland intensiv nutzt. Die Stiftung Naturschutz Schleswig-Holstein (SNSH) hat von der BImA einen Teil der Fläche hinzugepachtet, sodass mehr als die Hälfte der FFH-Gebietsfläche von der SNSH bewirtschaftet wird, siehe Diagramm 3.
Eine 800 m lange Graspiste für die Motorflieger und eine 1600 m lange Schleppstrecke für die Segelflieger wird von der Sportfluggruppe Leck e. V. genutzt, die eine Zufahrt vom öffentlichen Ketelsburger Weg zu ihren Vereinsgebäuden am Helmut von Harten Weg innerhalb des umzäunten Gebietes an der Ostgrenze des FFH-Gebietes hat. Das Kraftfahrtbundesamt in Flensburg nutzt den südlichen Teil außerhalb des FFH-Gebietes seit 2020 als Teststrecke.
Der ehemals militärisch genutzte Teil des FFH-Gebietes ist noch immer durch den alten Schutzzaun für die Allgemeinheit nicht zugänglich. Es werden allerdings gelegentlich von der Stiftung Naturschutz Führungen durch das Gebiet angeboten. Die Beschilderung als Militärisches Sperrgebiet ist vom Zaun entfernt worden. Die FFH-Gebietsteile außerhalb des Zauns im Nordosten sind frei zugänglich. Es gibt nur zwei Möglichkeiten, diesen Teil zu erreichen. Vom Osten am Ketelsburger Weg und vom Norden über den Heideweg. An den Zugängen fehlen jegliche Hinweise auf das FFH-Gebiet. Innerhalb des Gebietes gibt es nur zugewachsene Trampelpfade, was auf eine geringe Nutzung hindeutet.

## FFH-Gebietsgeschichte und Naturschutzumgebung
Der NATURA 2000-Standard-Datenbogen (SDB) für dieses FFH-Gebiet wurde im Juni 2004 vom Landesamt für Landwirtschaft, Umwelt und ländliche Räume (LLUR) des Landes Schleswig-Holstein erstellt, im September 2004 als Gebiet von gemeinschaftlicher Bedeutung (GGB) vorgeschlagen, im November 2007 von der EU als GGB bestätigt und im Januar 2010 national nach § 32 Absatz 2 bis 4 BNatSchG in Verbindung mit § 23 LNatSchG als besonderes Erhaltungsgebiet (BEG) bestätigt. Der SDB wurde letztmalig im Juli 2020 aktualisiert. Der Managementplan für das FFH-Gebiet wurde am 2. Mai 2017 veröffentlicht. Die Betreuung geschützter Gebiete in Schleswig-Holstein gem. § 20 LNatSchG wurde vom LLUR für dieses FFH-Gebiet dem Unabhängigem Kuratorium Landschaft Schleswig-Holstein – Verband für Naturschutz und Landschaftspflege e. V. übertragen.
Das FFH-Gebiet ist Teil des am 17. Oktober 2019 geschaffenen Naturschutzgebietes Leckfeld. Damit werden neue Flächen am Rand des FFH-Gebietes unter Naturschutz gestellt und dienen so als Pufferflächen gegen intensiv landwirtschaftlich genutzte Flächen in der Nachbarschaft. Das Naturschutzgebiet Leckfeld ist mit 206 ha fast doppelt so groß wie das FFH-Gebiet Leckfeld.
Das FFH-Gebiet liegt in einem Schwerpunktbereich und einer Verbundachse des landesweiten Biotopverbundsystems. Im Landschaftsrahmenplan für den Planungsraum I für den Kreis Nordfriesland von 2020 soll mit dem FFH-Gebiet Leckfeld der Rest einer Heidelandschaft als Offenlandschaft mit landesweit bedeutsamen Lebensraumtypen erhalten werden. Die Auswertung der Biotopkartierung durch den Verfasser ergibt für das FFH-Gebiet Leckfeld eine Fläche von 52,6 ha als gesetzlich geschützte Biotopfläche; das ist ein Anteil von 47,4 % (Stand: Februar 2021).
Am 9. September 2020 fand zum ersten Mal die regionale Schutz- und Entwicklungstagung für die zwölf FFH- und Naturschutzgebiete im Bereich der Lokalen Aktion zusammen mit der Unteren Naturschutzbehörde des Kreises Nordfriesland statt. Darunter war auch eine Präsentation des Gebietsbetreuers für das FFH-Gebiet Leckfeld, des Unabhängigen Kuratoriums Landschaft SH, zum Maßnahmenplan des FFH-Gebietes Leckfeld.

## FFH-Erhaltungsgegenstand

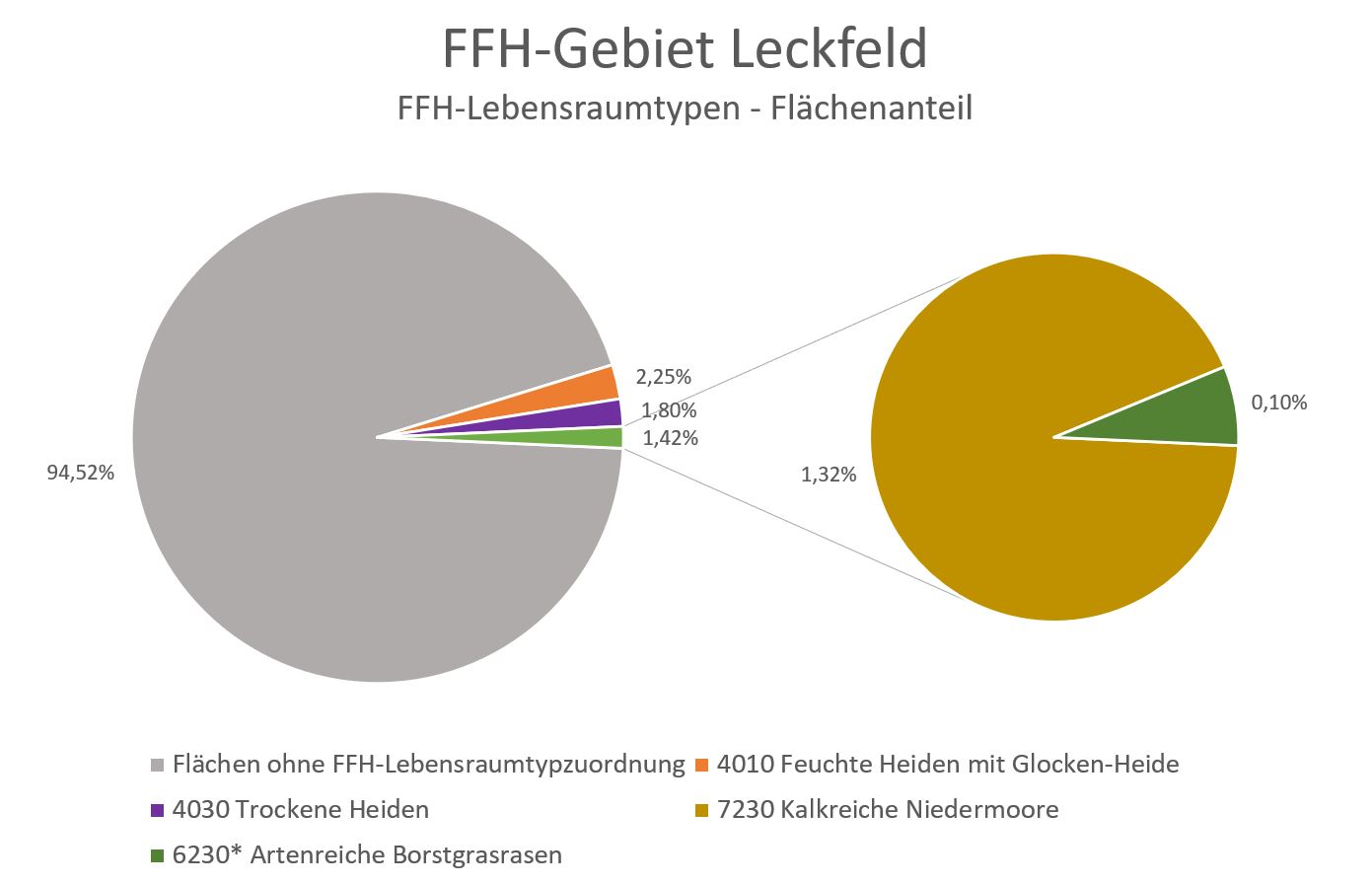
Diagramm 4: FFH-Lebensraumtypen

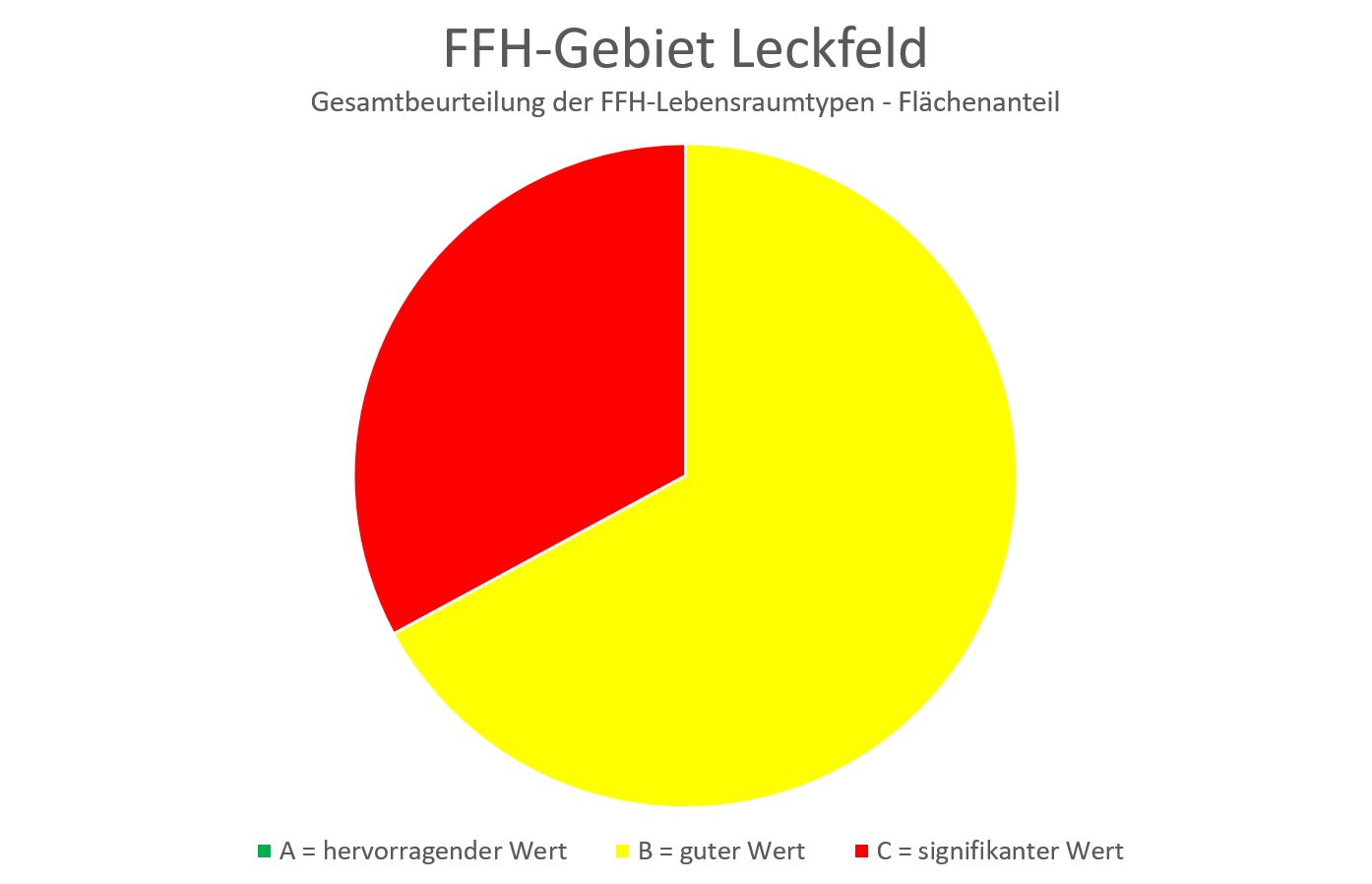
Diagramm 5: Gesamtbeurteilung der LRT

Laut Standard-Datenbogen vom Juli 2020 sind folgende FFH-Lebensraumtypen für das Gesamtgebiet als FFH-Erhaltungsgegenstände mit den entsprechenden Beurteilungen zum Erhaltungszustand der Umweltbehörde der Europäischen Union gemeldet worden (Gebräuchliche Kurzbezeichnung (BfN)):
FFH-Lebensraumtypen nach Anhang I der EU-Richtlinie:
- 4010 Feuchte Heiden mit Glockenheide (Gesamtbeurteilung B)[17]
- 4030 Trockene Heiden (Gesamtbeurteilung C)[18]
- 6230* Artenreiche Borstgrasrasen (Gesamtbeurteilung B)[19]
- 7230 Kalkreiche Niedermoore (Gesamtbeurteilung B)[20]

Für ein FFH-Gebiet ist es ungewöhnlich, dass nur knapp 5 % der Fläche mit FFH-Lebensraumtypen (LRT) ausgewiesen sind, siehe Diagramm 4. Davon konzentriert sich der überwiegende Teil in zwei Flächen außerhalb des Schutzzaunes im Nordosten mit einem Niedermoor direkt am Zaun und trockener bis feuchter Heide daran nordöstlich anschließend, siehe Kartennachweis. Auf dem eingezäunten Teil befinden sich zwischen der ehemaligen Rollbahn und den Flugzeugstellplätzen kleinteilige FFH-Lebensraumflächen. Zwei Drittel der LRT-Flächen wird eine gute Gesamtbeurteilung zugebilligt. Ein Drittel der Fläche, der ausschließlich mit dem LRT 4030 Trockene Heiden belegt ist, erhält nur die Gesamtbeurteilungsnote C, weil die Repräsentativität nur mit B beurteilt wird.

## FFH-Erhaltungsziele
Aus den oben aufgeführten FFH-Erhaltungsgegenständen werden als FFH-Erhaltungsziele von besonderer Bedeutung die Erhaltung folgender Lebensraumtypen im FFH-Gebiet vom Ministerium für Energiewende, Landwirtschaft, Umwelt und ländliche Räume des Landes Schleswig-Holstein erklärt:
- 4010 Feuchte Heiden mit Glockenheide
- 4030 Trockene Heiden
- 6230* Artenreiche Borstgrasrasen
- 7230 Kalkreiche Niedermoore

## FFH-Analyse und Bewertung
Das Kapitel FFH-Analyse und Bewertung im Managementplan beschäftigt sich unter anderem mit den aktuellen Gegebenheiten des FFH-Gebietes und den Hindernissen bei der Erhaltung und Weiterentwicklung der FFH-Lebensraumtypen. Die Ergebnisse fließen in den FFH-Maßnahmenkatalog ein.
Ein Grundproblem des Gebietes stellen die Rollbahn und die Flugzeugstellplätze dar. Sie zerteilen die Flächen und bieten keine Ausbreitungsmöglichkeiten der Lebensraumtypen in alle Richtungen. An eine Beseitigung dieser Beton- und Asphaltflächen ist aus Kostengründen nicht zu denken. Der weiterhin stattfindende Sportflugbetrieb stellt eine Störung insbesondere der Vogelwelt während der Brutzeit dar. Die großen Flächen mesophilen Grünlandes bedürfen einer ständigen Pflege durch Mahd oder Beweidung, wobei das Mähgut aus dem Gebiet gebracht werden muss, um das Nährstoffangebot zu verringern. Dies ist auch im großen Stil in der Vergangenheit betrieben worden, wie Satellitenfotos zeigen, siehe folgende Einzelnachweise.

## FFH-Maßnahmenkatalog

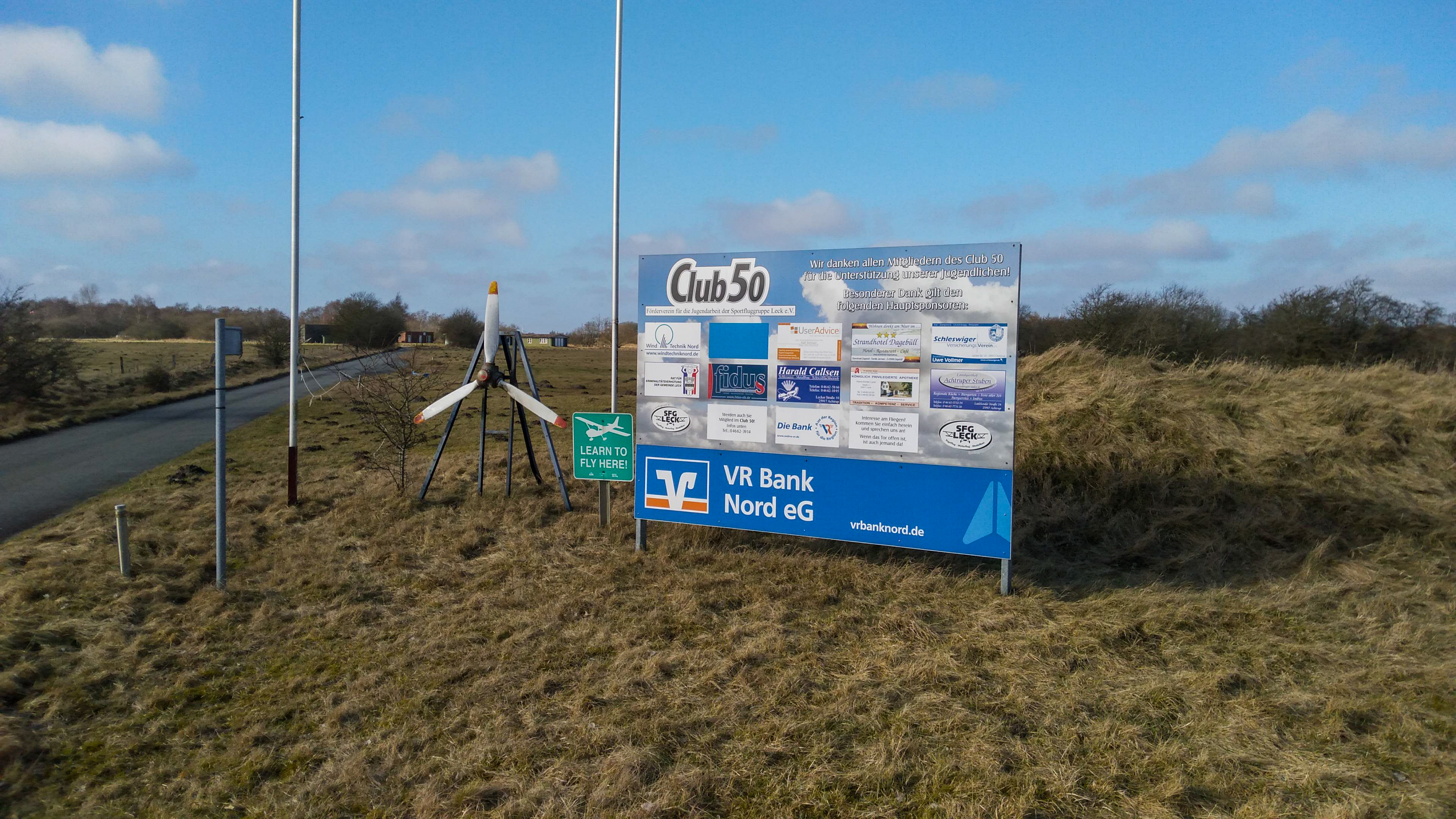
Gelände der Sportfluggruppe Leck im FFH- und NSG Leckfeld

Der FFH-Maßnahmenkatalog im Managementplan führt neben den bereits durchgeführten Maßnahmen geplante Maßnahmen zur Erhaltung und Entwicklung der FFH-Lebensraumtypen im FFH-Gebiet an. Konkrete Empfehlungen sind in 29 Maßnahmenblättern und einer Maßnahmenkarte beschrieben.
Interessant ist der Vorschlag, die Gebiete rechts und links der Rollbahn und asphaltierten Straßen durch „Bodenbrücken“ zu verbinden, siehe braune Striche in der Maßnahmenkarte. Eine weitergehende wünschenswerte Maßnahme in der Zukunft wäre die Verlagerung der Sportflugruppe auf das Gelände außerhalb des FFH-Gebietes südlich der Startbahn und der Abriss der alten Gebäude im FFH-Gebiet. Mit Stand 1. März 2021 ist dies nach Inaugenscheinnahme durch den Verfasser noch nicht erfolgt.

## FFH-Erfolgskontrolle und Monitoring der Maßnahmen
Eine FFH-Erfolgskontrolle und Monitoring der Maßnahmen findet in Schleswig-Holstein alle 6 Jahre statt. Der Managementplan wurde 2018 veröffentlicht. Somit stände 2024 die nächste FFH-Erfolgskontrolle an.

## Bildergalerie

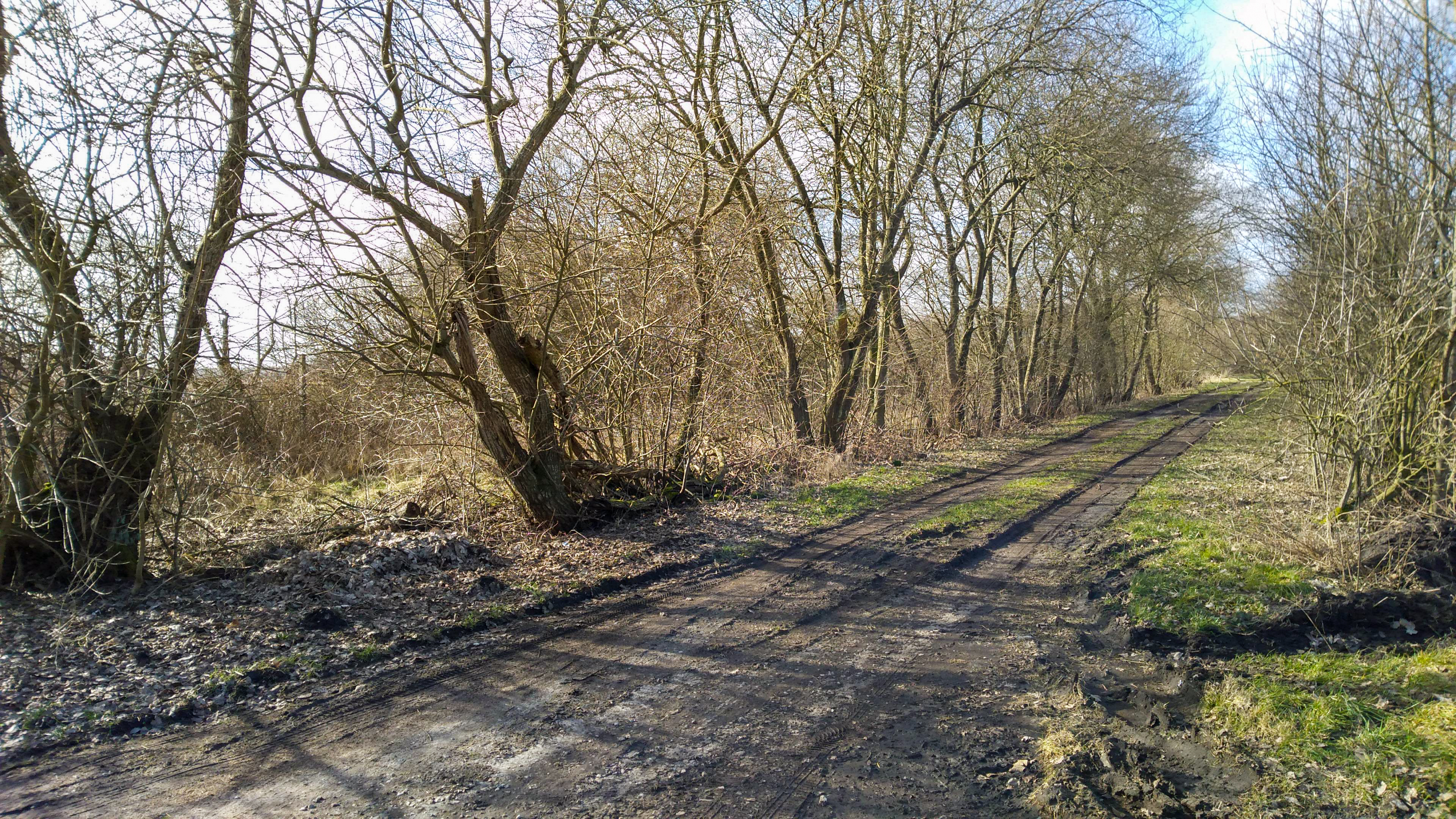
Ostzugang am Ketelsburger Weg
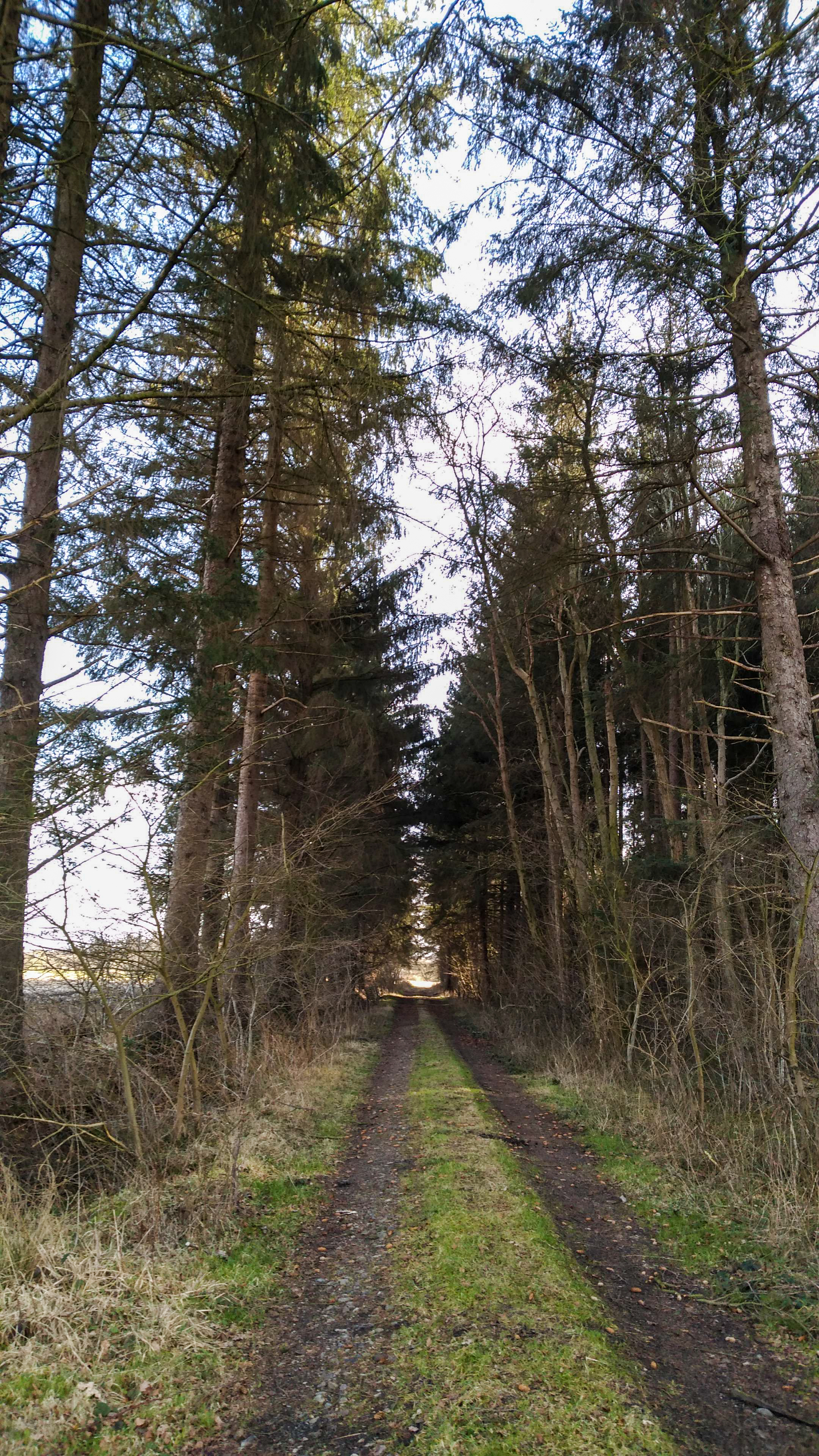
Nordzugang am Heideweg
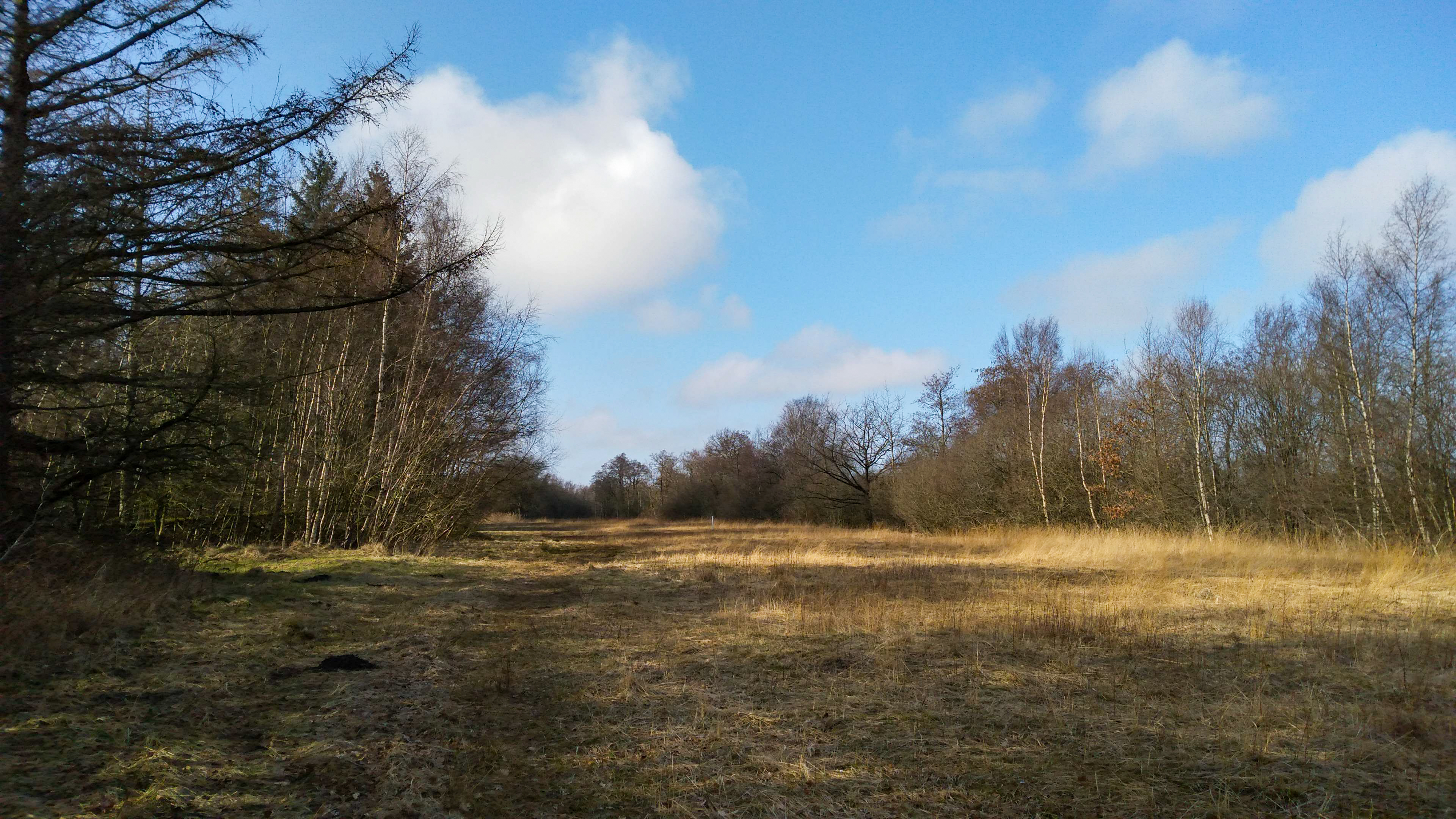
Grünland mit Bruchwald
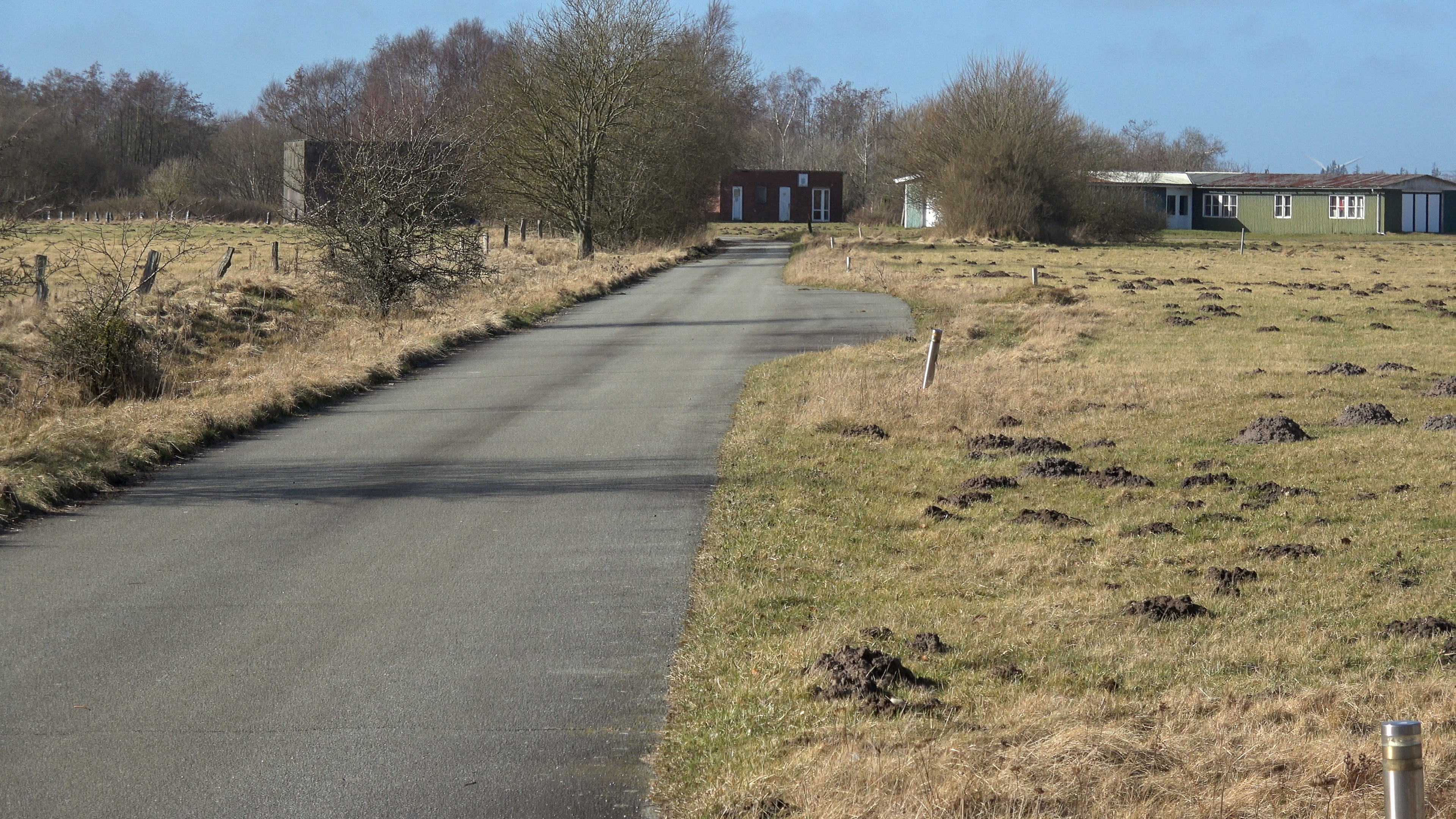
Gebäude der Sportfluggruppe Leck im FFH-Gebiet
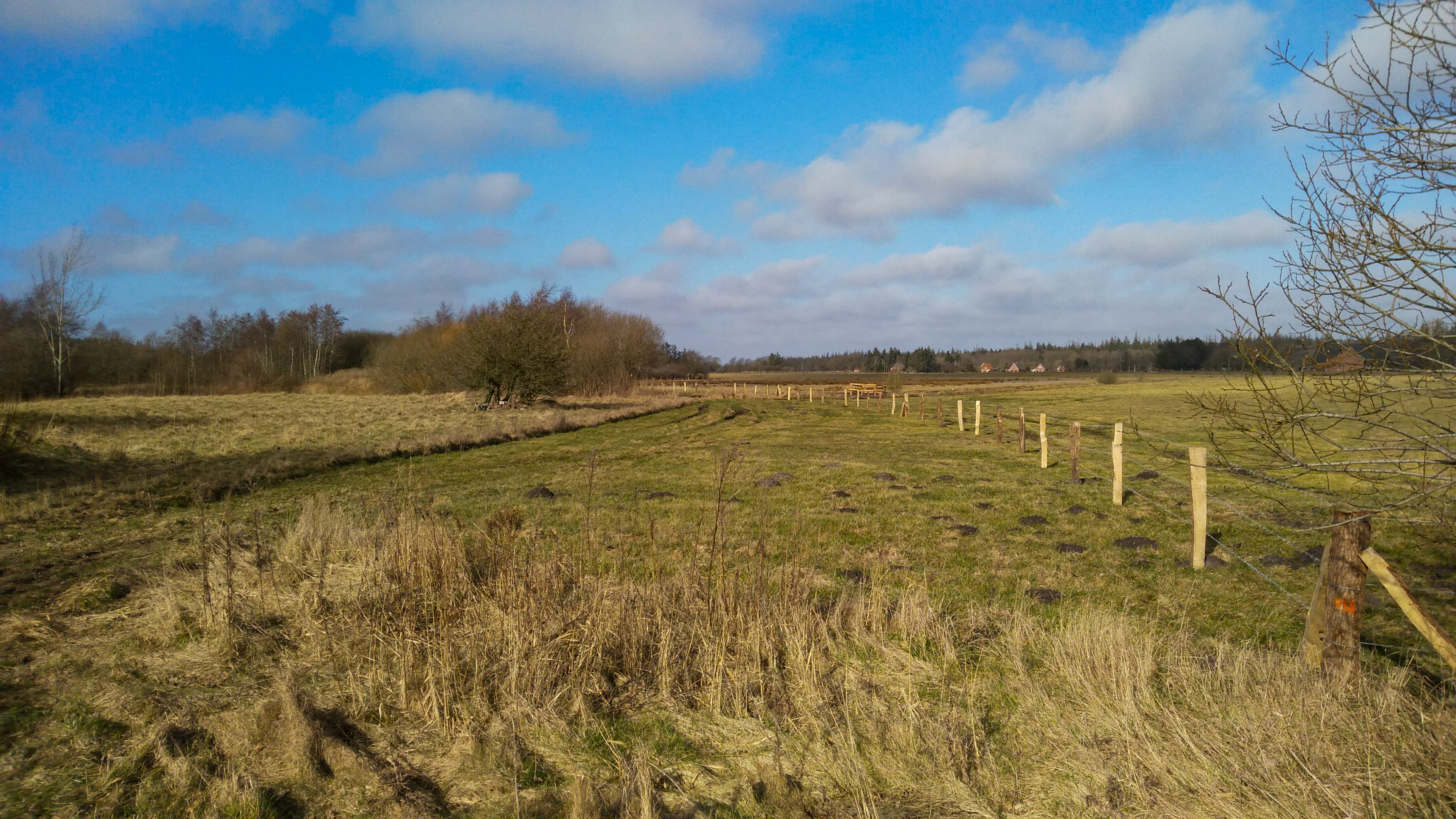
Neu eingezäuntes Grünland
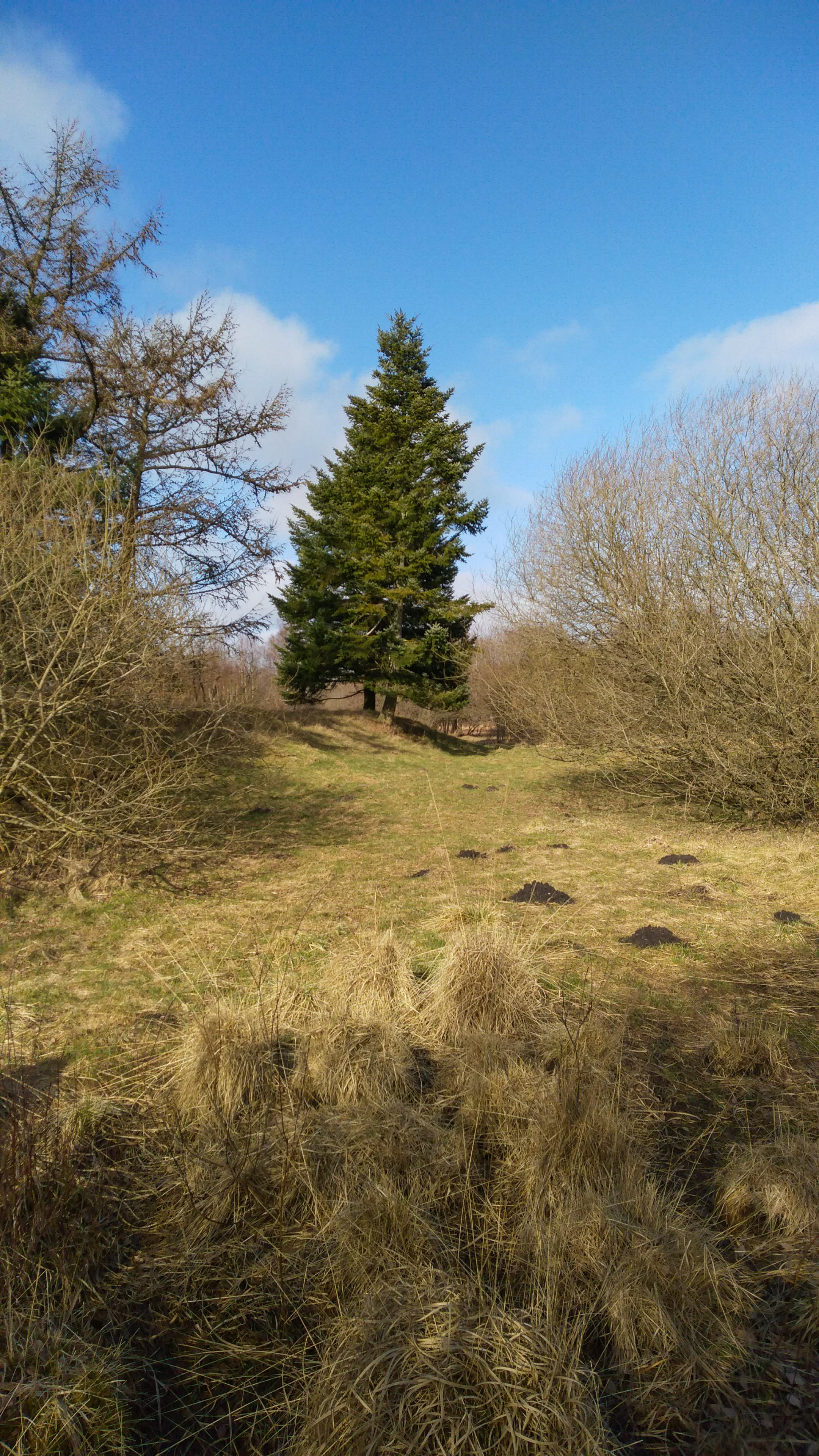
Nadelbaum auf altem Splitterschutzwall